# Міжособові стосунки
Міжособо́ві стосу́нки — це взаємозв'язки між людьми, що об'єктивно проявляються в характері і способах взаємних впливів, які здійснюють люди одне на одного в процесі спільної діяльності і спілкування. Експериментальні дослідження міжособових стосунків мають давню традицію і багатий методичний арсенал.

## Діяльність та стосунки
Міжособові стосунки — це система установок, орієнтацій, очікувань, стереотипів і інших диспозицій, через які люди сприймають і оцінюють одне одного. Ці диспозиції опосередковуються змістом, цілями, цінностями й організаціями спільної діяльності і виступають основою формування соціально-психологічного клімату у колективі. В численних працях, присвячених вивченню груп і колективів, груповій динаміці, показано вплив організації спільної діяльності і рівня розвитку групи на становлення міжособистісних стосунків, а також зворотний вплив стосунків на зміцнення, ціннісно-орієнтаційну єдність колективу. 

## Типи міжособових стосунків
- Сімейні стосунки
- Дружні стосунки
- Інтимні стосунки